# Slavsändare
En slavsändare är en typ av radiosändare i FM bandet, där den skickar ut samma radiovågor som huvudsändaren. Den frekvens en slavsändare använder kallas slavfrekvens.

## Orsak
Orsaken till att man sätter upp en slavsändare är att man vill åstadkomma bättre yttäckning av den utsändande stationen. Det kan vara på grund av radioskugga, reflektioner (signalstudsar) i terrängen vilket orsakar utsläckningar eller konstigt ljud, eller helt enkelt att huvudsändaren inte förmår att skicka ut radiovågorna i hela det område man vill täcka.
En slavsändare har oftast lägre ERP-effekt än huvudsändaren, då den bara ska ge kompletterande täckning i ett begränsat område.

## Uppsättning
En slavsändare monteras såpass högt att den "ser" huvudsändarens antenn. Därigenom får man en bra signal att sända vidare. Oftast tar man hela MPX-signal från huvudsändaren, och får därför med ljudsignal, pilotton, stereosignalen och RDS-informationen, och slavsändarstationen kan därför göras ganska enkel. En nackdel (om det ses som en nackdel) är att om man skriver frekvensen på sin huvudsändares RDS-Text, så kommer samma frekvens med även på slavsändarens RDS. Lyssnarna kan därför felaktigt tro att de lyssnar på huvudsändaren och inte slavsändaren.